# Kanton Autize-Égray
Der Kanton Autize-Égray ist seit 2015 ein französischer Wahlkreis für die Wahl des Départementrats in den Arrondissements Arrondissement Parthenay und Arrondissement Niort im Département Deux-Sèvres in der Region Nouvelle-Aquitaine; sein Bureau centralisateur befindet sich in  Coulonges-sur-l’Autize. 

## Gemeinden
Der Kanton besteht aus 26 Gemeinden mit insgesamt 22.676 Einwohnern (Stand: 1. Januar 2022) auf einer Gesamtfläche von 446,95 km²:
| Gemeinde                 | Einwohner 1. Januar 2022 | Fläche km² | Dichte Einw./km² | Code INSEE | Postleitzahl | Arrondissement |
| ------------------------ | ------------------------ | ---------- | ---------------- | ---------- | ------------ | -------------- |
| Ardin                    | 1.249                    | 29,59      | 42               | 79012      | 79160        | Parthenay      |
| Béceleuf                 | 760                      | 19,04      | 40               | 79032      | 79160        | Parthenay      |
| Beugnon-Thireuil         | 736                      | 33,42      | 22               | 79077      | 79130, 79160 | Parthenay      |
| Champdeniers             | 1.791                    | 21,81      | 82               | 79066      | 79220        | Parthenay      |
| Cherveux                 | 1.867                    | 22,25      | 84               | 79086      | 79410        | Niort          |
| Coulonges-sur-l’Autize   | 2.341                    | 18,87      | 124              | 79101      | 79160        | Parthenay      |
| Cours                    | 544                      | 14,92      | 36               | 79104      | 79220        | Parthenay      |
| Faye-sur-Ardin           | 658                      | 15,03      | 44               | 79117      | 79160        | Parthenay      |
| Fenioux                  | 643                      | 33,65      | 19               | 79119      | 79160        | Parthenay      |
| Germond-Rouvre           | 1.180                    | 17,88      | 66               | 79133      | 79220        | Niort          |
| La Chapelle-Bâton        | 415                      | 16,93      | 25               | 79070      | 79220        | Parthenay      |
| Le Busseau               | 734                      | 27,65      | 27               | 79059      | 79240        | Parthenay      |
| Pamplie                  | 256                      | 12,29      | 21               | 79200      | 79220        | Parthenay      |
| Puihardy                 | 63                       | 1,18       | 53               | 79223      | 79160        | Parthenay      |
| Saint-Christophe-sur-Roc | 566                      | 10,96      | 52               | 79241      | 79220        | Parthenay      |
| Saint-Laurs              | 614                      | 8,14       | 75               | 79263      | 79160        | Parthenay      |
| Saint-Maixent-de-Beugné  | 418                      | 11,02      | 38               | 79269      | 79160        | Parthenay      |
| Saint-Maxire             | 1.316                    | 14,41      | 91               | 79281      | 79410        | Niort          |
| Sainte-Ouenne            | 772                      | 11,58      | 67               | 79284      | 79220        | Parthenay      |
| Saint-Pompain            | 954                      | 24,28      | 39               | 79290      | 79160        | Parthenay      |
| Saint-Rémy               | 1.090                    | 13,64      | 80               | 79293      | 79410        | Niort          |
| Sciecq                   | 663                      | 4,33       | 153              | 79308      | 79000        | Niort          |
| Scillé                   | 359                      | 11,43      | 31               | 79309      | 79240        | Parthenay      |
| Surin                    | 649                      | 13,61      | 48               | 79320      | 79220        | Parthenay      |
| Villiers-en-Plaine       | 1.800                    | 27,89      | 65               | 79351      | 79160        | Niort          |
| Xaintray                 | 238                      | 11,15      | 21               | 79357      | 79220        | Parthenay      |
| Kanton Autize-Égray      | 22.676                   | 446,95     | 51               | 7901       | –            | –              |

## Veränderungen im Gemeindebestand seit der landesweiten Neuordnung der Kantone
2019: Fusion La Chapelle-Thireuil und Le Beugnon → Beugnon-Thireuil